# Karl Moser (Politiker, 1953)
Karl Moser (* 9. Mai 1953 in Nächst Altenmarkt, Yspertal) ist ein österreichischer Landwirt und Politiker (ÖVP). Moser war ab 1993 Abgeordneter zum Landtag von Niederösterreich, wo er von 9. Dezember 2021 bis 23. März 2023 das Amt des Zweiten Landtagspräsidenten innehatte.

## Leben
Moser besuchte nach der Volks- und Hauptschule die Berufs- und Fachschule und schloss seine Ausbildung als Landwirtschaftsmeister ab. Moser ist als Landwirt in Yspertal tätig. Nachdem Moser 1980 zum geschäftsführenden Gemeinderat gewählt worden war, war er von 1987 bis 2018 Bürgermeister. Er war zudem von 1985 bis 1993 Landeskammerrat und ist von 2001 bis 2021 Vizepräsident des Verbandes Niederösterreichischer Gemeindevertreter der ÖVP. Weiters vertrat er die ÖVP ab dem 7. Juni 1993 im Niederösterreichischen Landtag und übernahm 2008 die Funktion des Klubobmann-Stellvertreters im Niederösterreichischen Landtagsklub. Am 9. Dezember 2021 wurde er als Nachfolger des als Innenminister in die österreichische Bundesregierung wechselnden Gerhard Karner zum Zweiten Landtagspräsidenten gewählt.

## Auszeichnungen
- 2003: Großes Silbernes Ehrenzeichen für Verdienste um die Republik Österreich[4]
- 2003: Ehrenring der Marktgemeinde Yspertal
- 2008: Silbernes Komturkreuz des Ehrenzeichens für Verdienste um das Bundesland Niederösterreich
- 2009: Ökonomierat
- 2014: Goldenes Komturkreuz des Ehrenzeichens für Verdienste um das Bundesland Niederösterreich[5]